# Suntorps kapell
Suntorps kapell är ett kapell som tillhör Sventorp-Forsby församling, Skara stift. Kyrkan ligger i Sventorps socken i Skövde kommun.

## Kyrkobyggnaden
Kapellet uppfördes 1933 efter ritningar av arkitekt Bernard Schill i Djursholm. På domssöndagen den 26 november 1933 invigdes kapellet av biskop Hjalmar Danell. Bakom byggandet stod Stiftelsen Svenstorps Kapellförbund, som bildades 1926. Fortfarande har en stiftelse hand om kapellet och allt arbete sker ideellt.
Kapellet har en stomme av trä och vilar på en sockel av granit. Byggnaden består av ett långhus med kor i öster och ett smalare torn i väster. Koret är smalare än övriga kyrkorummet. Utrymmet söder om koret är avdelat till förråd och utrymmet norr om koret är avdelat till sakristia. I östra korväggen finns ett rosettfönster som genom blyinfattning är indelat i smårutor med antikglas i olika färger. Ytterväggarna är klädda med gulvit locklistpanel. Långhuset har ett sadeltak som täcks av tvåkupigt lertegel. Tornet och tillhörande lanternin har flacka huvar.

## Inventarier
- Underredet till dopfunten är tillverkad 1983 av Jan Olof Hilmersson från Horn och består av en rund fot med spiralvridet skaft av smidesjärn. Tillhörande cuppa av genomskinligt glas är blåst av Eva Ullberg.
- Ursprungliga ljuskronorna var en gåva från Sventorps kyrka. På senare år blev de stulna och ersattes med kopior så nära originalet som möjligt. Ljuskronorna är gjorda av mässing och har kristallprismor.
- Ovanför altaret finns ett krucifix som är skänkt av familjen Carlsson, dåvarande ägare till Humlebron.
- En elektronisk orgel av märket Domus invigdes 1994 och ersatte en orgel från 1930-talet.
- Ett nytt antependium och knäfall är invigda 1997.